# Upplands runinskrifter 987

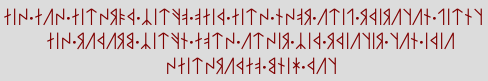
runslingan på U 987 i vändrunor (läses från höger till vänster)

## Placering
Runstenen står på kyrkogården vid Funbo kyrka dit den flyttades 1866. Tidigare hade stenen legat som tröskelsten mellan vapenhuset och kyrkan.

## Inskriften
Inskriften är ristad i vänderunor, spegelvända runor, och läses från höger till vänster.

### Inskriften i runor[1]
ᚴᛅᛏᛁᛚ᛫ᛅᚢᚴᚢᚱᛁᚦᚱ᛫ᛚᛁᛏᚢ᛫ᚱᚭᛋᛅ᛫ᛋᛏᛁᚾ᛫ᚦᛁᚾᚭ᛫ᚭᚠᛏᛁᛦ᛫
ᚦᚮᚱᛋᛏᛁᚾ᛫ᛋᚢᚾ᛫ᛋᛁᚾ᛫ᚢᛁᚦᛁ᛫ᛅᚢᚴ᛫ᚱᛁᚴᚢᛁᚦᚱ᛫ᚦᛁᛦ᛫ᚱᛁᛋᛏᚢ᛫
ᛋᛏᚭᚾ᛫ᛅᚠᛏᛁᛦ᛫ᛒᚱᚢᚦᚢᚱ᛫ᛋᛁᚾ᛫
ᚴᚢᚦ᛫ᚼᛁᛅᛒ᛫ᚭᚾᚦᚢᚱᛋᛏᛁᚾᛋ

### Inskriften i översättning[2]
"Kättil och Gyrid läto resa denna sten efter
Torsten sin son, Vide och Roland de reste
stenen efter sin broder.
Gud hjälpe Torstens ande."